# Queets
Queets – jednostka osadnicza w Stanach Zjednoczonych, w stanie Waszyngton, w hrabstwie Grays Harbor, nad Oceanem Spokonym.